# Geno Atkins
Pour les articles homonymes, voir Atkins.
(en) Statistiques sur pro-football-reference
Geno Atkins, né le 28 mars 1988 à Fort Lauderdale en Floride, est un joueur américain de football américain. Il joue au poste de defensive tackle. 
Il est le fils de Gene Atkins, joueur professionnel ayant évolué au poste de safety.

## Biographie

### Jeunesse
Atkins va à la St. Thomas Aquinas de sa ville natale de Fort Lauderdale. En 2004 et 2005, l'équipe du lycée finit second du championnat de division 5A. Durant sa dernière saison, il fait 117 plaquages, 7,5 sacks, quatre fumbles provoqués et deux récupérés. Il est nommé joueur défensif de l'année pour la division 5A de Floride et Rivals.com le classe au vingt-quatrième rang du classement des defensive ends du pays.

### Carrière universitaire
En 2006, Atkins réalise 9 plaquages et 0,5 sack en onze matchs, jouant très peu. En 2007, lors d'un match contre l'université du Kentucky, il fait 5 plaquages et est nommé meilleur joueur défensif de la semaine pour la conférence SEC. Plus tard, il est nommé dans l'équipe de la saison pour la conférence SEC.
En 2009, il est classé comme cinquième au classement des defensive tackles par Rivals.com et est un prétendant au trophée Outland qu'il ne remporte pas,.

### Carrière professionnelle
Geno Atkins est sélectionné au quatrième tour lors de la draft 2010 de la NFL par les Bengals de Cincinnati au 120e rang. Pour sa première saison professionnelle, il joue l'ensemble des matchs de la saison, dont un comme titulaire, effectuant trois sacks, une passe déviée et 16 plaquages.
Il devient titulaire à plein temps lors de la saison 2011. Il réalise 47 plaquages, dont 7,5 sacks, en plus de causer 2 fumbles. Il est sélectionné au Pro Bowl pour cette saison, en remplaçant Vince Wilfork des Patriots de la Nouvelle-Angleterre. 
L'année suivante, il confirme son talent et se démarque comme un des meilleurs joueurs de la ligue à sa position, avec notamment 12,5 sacks, le plus grand nombre pour un defensive tackle cette saison. Il est sélectionné pour la deuxième année consécutive au Pro Bowl et figure dans la première équipe All-Pro.
En septembre 2013, il prolonge de 5 ans son contrat avec les Bengals pour un montant de 55 millions de dollars. Il se blesse au genou lors de la 9e semaine face aux Dolphins de Miami. La blessure de Atkins se révèle être une déchirure au ligament croisé antérieur et il doit ainsi manquer le restant de la saison 2013.
Rétabli de sa blessure, il est de retour sur le terrain pour la saison 2014. Il marque son premier safety en carrière en 12e semaine contre les Texans de Houston après avoir plaqué le running back Alfred Blue dans sa propre zone des buts. Il obtient une troisième sélection au Pro Bowl pour cette saison.
En août 2018, il signe avec les Bengals pour 4 ans de plus et 65,3 millions de dollars.

## Statistiques
| Année  | Équipe                | MJ     |       | Plaquages | Plaquages | Plaquages | Plaquages |       | Interceptions | Interceptions | Interceptions | Interceptions |  | Fumbles | Fumbles |
| Année  | Équipe                | MJ     | Total | Seul      | Ast.      | Sacks     | Nb.       | Yards | Déf.          | TD            | Nb.           | Rec.          |  |         |         |
| 2010   | Bengals de Cincinnati | 16     | 16    | 10        | 6         | 3         | -         | -     | 1             | -             | 0             | 0             |  |         |         |
| 2011   | Bengals de Cincinnati | 16     | 47    | 26        | 21        | 7,5       | -         | -     | 2             | -             | 2             | 2             |  |         |         |
| 2012   | Bengals de Cincinnati | 16     | 53    | 39        | 14        | 12,5      | -         | -     | 2             | -             | 4             | 0             |  |         |         |
| 2013   | Bengals de Cincinnati | 9      | 20    | 9         | 11        | 6         | -         | -     | 0             | -             | 0             | 0             |  |         |         |
| 2014   | Bengals de Cincinnati | 16     | 34    | 20        | 14        | 3         | -         | -     | 1             | -             | 1             | 0             |  |         |         |
| 2015   | Bengals de Cincinnati | 16     | 42    | 31        | 11        | 11        | -         | -     | 0             | -             | 1             | 0             |  |         |         |
| 2016   | Bengals de Cincinnati | 16     | 32    | 21        | 11        | 9         | -         | -     | 0             | -             | 0             | 0             |  |         |         |
| 2017   | Bengals de Cincinnati | 16     | 46    | 29        | 17        | 9         | -         | -     | 0             | -             | 0             | 0             |  |         |         |
| 2018   | Bengals de Cincinnati | 16     | 45    | 24        | 21        | 10        | -         | -     | 0             | -             | 0             | 0             |  |         |         |
| 2019   | Bengals de Cincinnati | 16     | 47    | 18        | 29        | 4,5       | -         | -     | 0             | -             | 0             | 0             |  |         |         |
| Totaux | Totaux                | Totaux | 382   | 227       | 155       | 75,5      | 0         | 0     | 6             | 0             | 8             | 2             |  |         |         |